# Hundersingen (Herbertingen)
Hundersingen ist eine Ortschaft der Gemeinde Herbertingen im Landkreis Sigmaringen in Baden-Württemberg (Deutschland).

## Geographie

### Geographische Lage
Das Dorf Hundersingen liegt am steilen Molassehang links der Donau und auf der anschließenden Hochfläche, an deren Kante weithin sichtbar die römisch-katholische Pfarrkirche St. Martin steht. Das Neubaugebiet erstreckt sich auf der Talsohle bis zum Fluss.

### Ausdehnung des Gebiets
Die Gesamtfläche der Gemarkung Hundersingen beträgt 968 Hektar (Stand: 1. Juni 2014).

## Geschichte

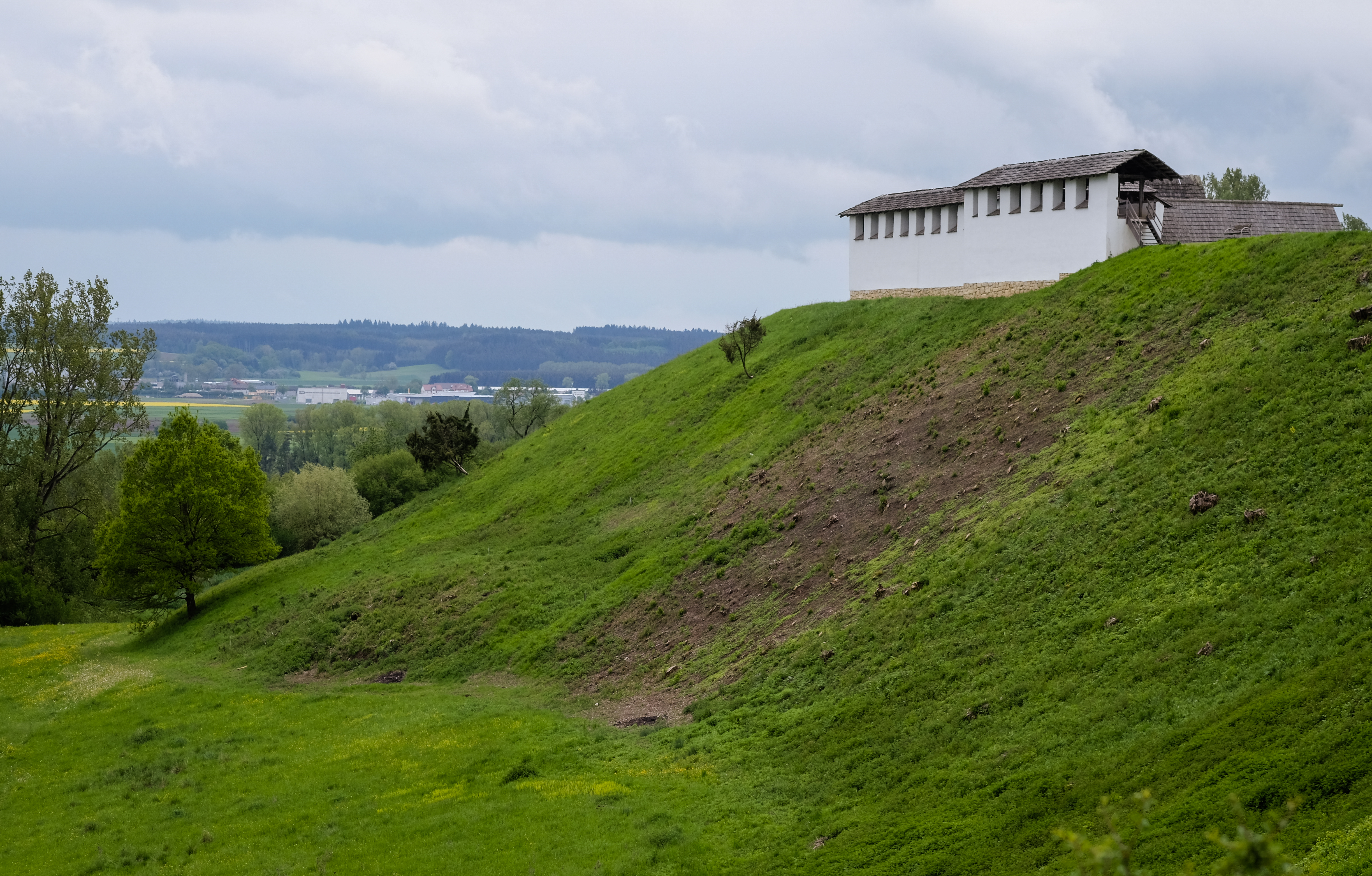
Heuneburg

Der Name Hundersingen geht auf den Begriff „Huntare“ zurück. Die Heuneburg bei Hundersingen war zwischen 600 und 400 v. Chr. in der Blütezeit der Kelten repräsentativer Fürstensitz und weit ausstrahlendes Machtzentrum.
Bei Hundersingen wurde im Jahre 1511 Graf Andreas von Sonnenberg von Felix von Werdenberg († 1530) auf freiem Feld aus Rache für eine Schmähung erschlagen. Heute befindet sich am Ort des Geschehens eine Gedenkstätte.
Das Dorf wurde am 1. Januar 1975 nach Herbertingen eingemeindet.

### Einwohner
In Hundersingen leben 913 Einwohner (Stand: 1. Juni 2014).

## Politik

### Ortsvorsteher
Derzeitiger Ortsvorsteher ist Markus Widmann (2022).

### Wappen
Die ehemals selbständige Gemeinde Hundersingen führte ein eigenes Wappen. Blasonierung: In Blau ein (heraldisch) linkshin aufspringender silberner Hund mit rotem Halsband.

## Kultur und Sehenswürdigkeiten

### Museen

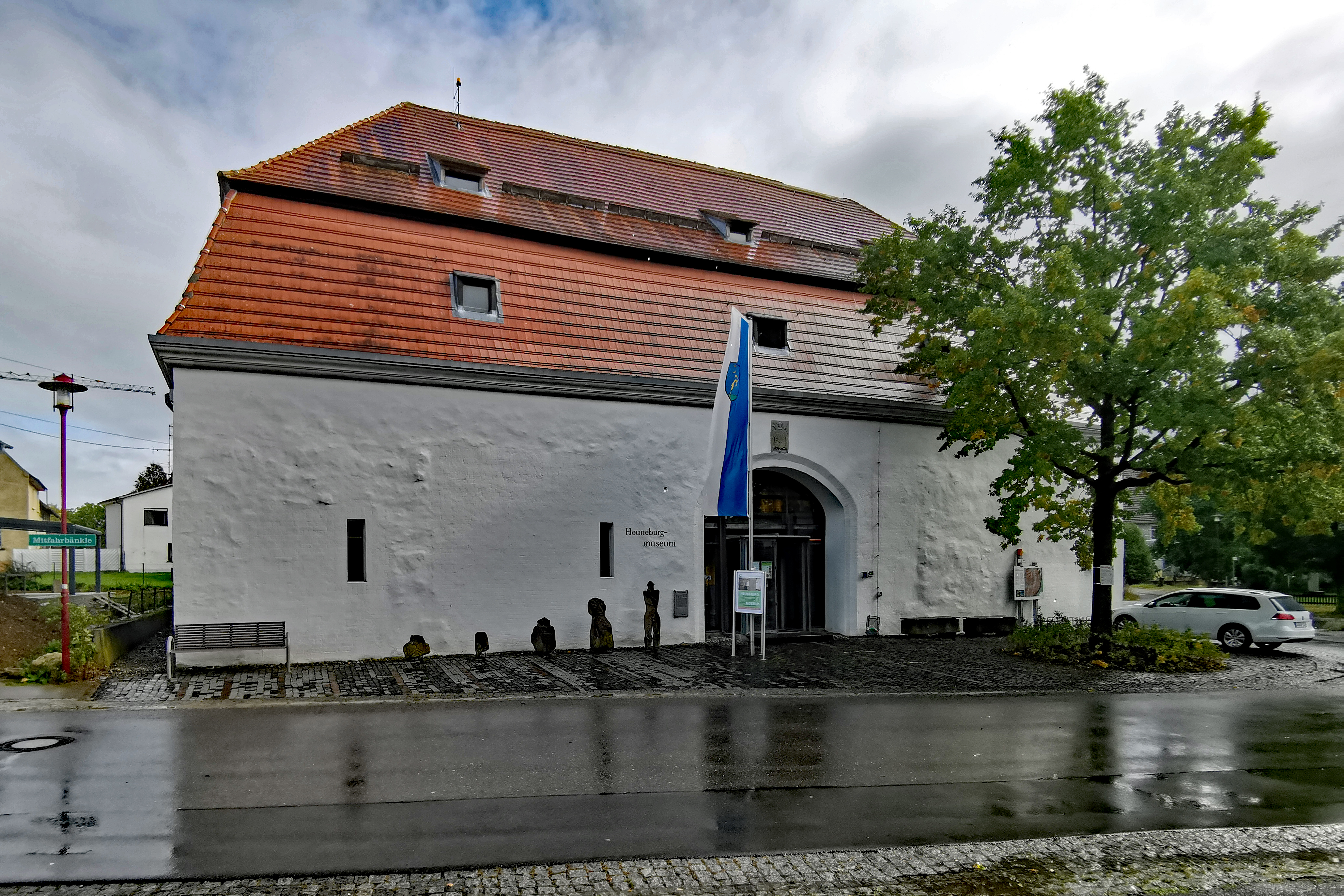
Heuneburgmuseum

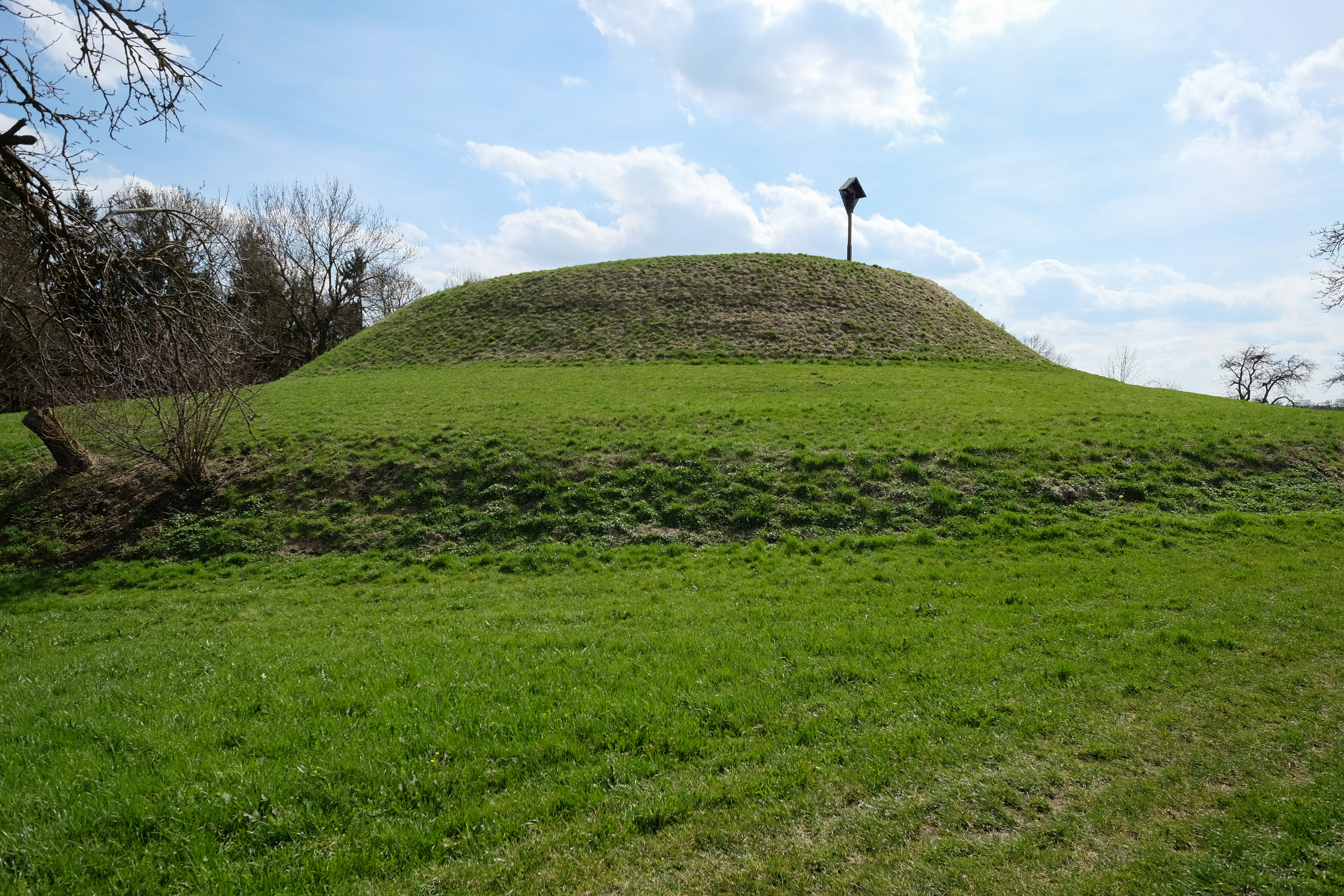
Baumburg

Das Heuneburgmuseum in der früheren Zehntscheuer des Klosters Heiligkreuztal beherbergt Grabungsfunde aus der Heuneburg und den keltischen Fürstengräbern. Der Heuneburg-Rundwanderweg, ein archäologischer Lehrpfad, führt über eine Strecke von insgesamt acht Kilometer vom Heuneburgmuseum im Ort Hundersingen zu den wichtigsten Fundstellen des frühkeltischen Siedlungszentrums an der oberen Donau und nach etwa 2,5 bis 3 Stunden wieder an den Ausgangspunkt zurück. Vom Museum führt der Heuneburg-Rundwanderweg zum Lehenbühl, einem Großgrabhügel aus der ersten Hälfte des 6. Jahrhunderts, und folgt der Randhöhe über der Donau. An dieser Strecke liegen die Reste der mittelalterlichen Baumburg (Buwenburg), die im Kern auf einen eisenzeitlichen Großgrabhügel zurückgehen mag. Von dort führt der Weg weiter am Talhof zum etwa drei Kilometer nordöstlich des Ortes gelegenen Freilichtmuseum Keltischer Fürstensitz Heuneburg. Der Lehrpfad führt nun in Richtung Norden, zu einer Gruppe von vier Großgrabhügeln im Gießübel/Talhau, und in den Wald. Über den Soppenweiher gelangt man zur Wiedhauhütte, dann zum Hohmichele, einem der größten noch erhaltenen Grabhügel Mitteleuropas, und schließlich zu einer keltischen Viereckschanze. Von dort geht es erst ostwärts durch den Wald, später südwärts über einen Feldweg nach Hundersingen. Die archäologischen Denkmäler sind mit ausführlichen Erläuterungstafeln versehen.

### Keltisches GräberfeldBettelbühl-Nekropole
2005 wurde rund zwei Kilometer südlich der Heuneburg ein Kindergrab mit zahlreichen Schmuckbeigaben gefunden, das etwa 590 vor Chr. entstanden ist. Im Rahmen einer Rettungsgrabung fanden die Archäologen des baden-württembergischen Landesamts für Denkmalpflege 2010 ein Frauengrab. Zur besseren Bearbeitung und Auswerten der Funde in der 3,6 m mal 4,5 m großen Grabkammer aus Eichenholz wurde diese mit dem umgebenden Erdreich als 80 Tonnen schwerer Block in eine ehemalige Industriehalle in Ludwigsburg gebracht. Vom September 2012 bis zum Februar 2013 wurden ausgewählte Funde aus Hundersingen in der Großen Landesausstellung Die Welt der Kelten im Landesmuseum Württemberg gezeigt.

### Bauwerke

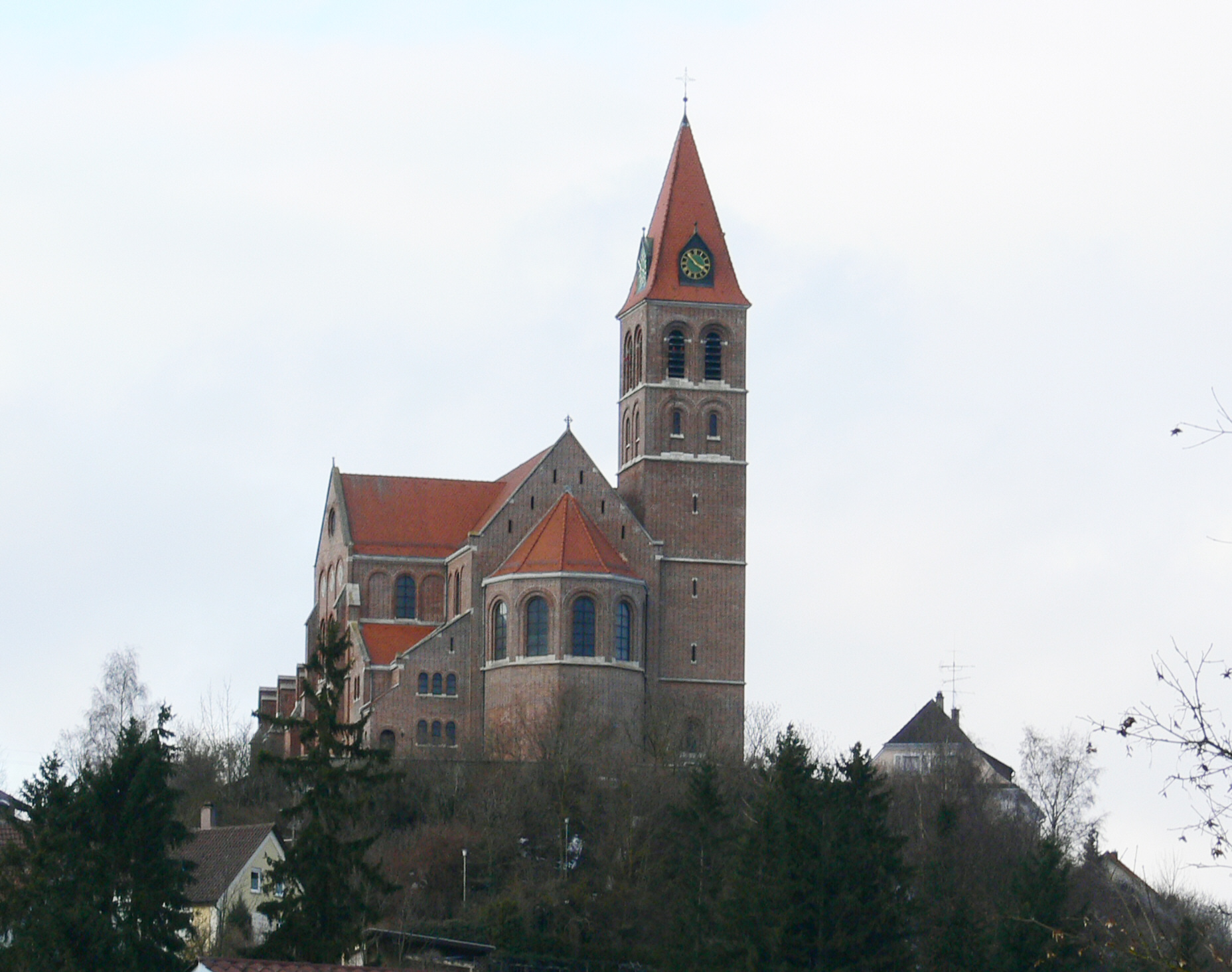
Pfarrkirche St. Martin

- Pfarrkirche St. Martin, erbaut 1905–1906 von Joseph Cades im Stil der Neuromanik, mit gut erhaltener, vollständiger Ausstattung des Historismus, u. a. der Altar von Theodor Schnell d. J. und die Ausmalung von Johann Georg Loosen. Von außen erscheint die Kirche als Backsteinbau. Es handelt sich um eine dreischiffige Pfeilerbasilika mit einem Querschiff und einem Fünfachtelchor, an dessen Südostflanke ein fünfgeschossiger Glockenturm steht. An der Südwestflanke ist eine zweigeschossige Sakristei angefügt. Die Wände sind durch Rundbogenfenster, Blendarkaden, Gesimse und gotisierende Strebepfeiler und Schwibbögen gegliedert. An der Westfassade befinden sich eine Fensterrose und drei Rundbogenportale. Im Inneren ist der Bau von gotischen Arkadenbögen und Rippengewölben geprägt.

## Bildung
In Hundersingen gibt es einen Kindergarten.

## Persönlichkeiten
- Josef Karlmann Brechenmacher (1877–1960), deutscher Etymologe, war um 1900 Lehrer in Hundersingen.